# 私的年金
私的年金（してきねんきん）とは公的年金に相対する概念であり、公的年金の上乗せの給付を保障する制度である。

## 概要
日本においては、所定の要件に該当する者全員を被保険者とする（強制加入である）国民年金・厚生年金は公的年金と言われる。それに対し、個人や私企業、その協会や団体で公的年金に加え、強制では無く任意選択として加入する年金を「私的年金」と呼ぶ。これは公的年金に加えて更なる豊かな老後の年金の受給を目指すものを言い、国民年金加入者が国民年金基金や確定拠出年金に加入したり、厚生年金の加入者が更に加入する厚生年金基金、確定給付年金や確定拠出年金などがある。これは3階建ての年金構造と言われるもののうち、国民年金加入者には2-3階部分、厚生年金加入者には3階部分となる。企業年金連合会は私的年金を運営する組織の一つである。
私的年金ではあるが「公的年金等控除」の対象とされるものは多い。但し、加入するか否かは個人や企業などの私的な選択ではあるが、法的に公的年金制度のもとに年金の拠出、資金の運営の損益や受給額への税制優遇措置を伴うものから、法的優遇や制約を受けないものまで一般的に私的年金と呼ばれるものの範囲は広い。また、公的に各種の税制優遇措置を伴っても公的年金とは言わない。

## 私的年金の種類
- 国民年金基金（法律に基づき、公的年金制度の基に運営される、公的年金を補完する位置づけ）
- 厚生年金基金（公的年金制度の基に運営され、公的年金の代行給付も行う。現在は基金の新規設立は不可）
- 確定給付年金（正式には確定給付型企業年金、2通りの型がある）（規約型企業年金、または基金型企業年金（企業年金基金）、公的年金を補完する位置づけ）
- 確定拠出年金（公的年金の補完用）
- 共済年金の職域加算（廃止された）
- 適格退職年金（2012年3月末廃止。確定給付年金に切替える企業は多い）
- 各保険会社が行う、個人年金保険（定額年金保険、変額年金保険）、財形年金、などと呼ばれるもの
- 独自の企業年金基金や自社年金など（企業年金を参照）